# Ignasi Terraza

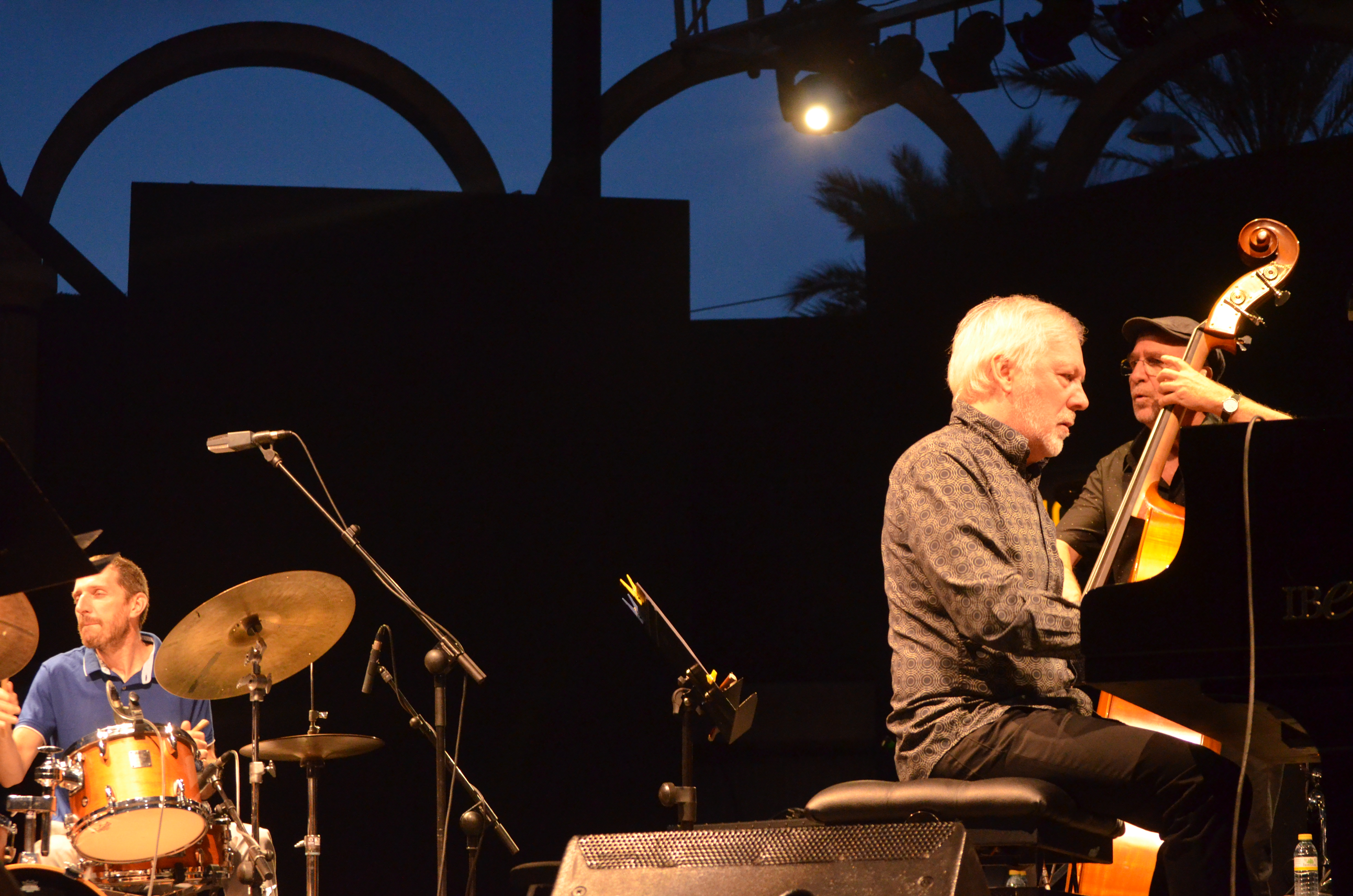
En la edición del 2018 del Festival de San Javier

Ignasi Terraza (Barcelona, 14 de julio de 1962)  es un pianista de jazz español con una gran proyección internacional.
El año 2009 fue distinguido con el primer premio del Jacksonville International Jazz Piano Competition en los Estados Unidos. Su amplia discografía abarca más de 30 referencias editadas en nuestro país, en Francia, en Suiza y en Japón, de las cuales 8 con su trío.
Ha acompañado a figuras de la talla de Frank Wess, Lou Donaldson, Benny Golson, John Faddis, Jesse Davis, entre otros; y en su Trío ha contado con músicos como Bobby Durham, Jeff Hamilton, Gregory Hutchinson o Pierre Boussaguet. Actúa habitualmente en los circuitos europeos y ha actuado en giras por Sudamérica, Estados Unidos y este de Asia.
Su estilo parte de la tradición del jazz con influencias como Oscar Peterson y Ahmad Jamal, entre otras, con el trasfondo de la música clásica europea, para desarrollar una voz propia con un sonido muy personal pleno de virtuosismo, en una música en la que destacan la fuerza rítmica del swing y la sensibilidad de su expresión.

## Trayectoria artística
Se quedó ciego a la edad de 9 años, y al poco tiempo conoció el piano. Su facilidad para improvisar hizo que pronto se sintiera atraído por el jazz. Cursó sus estudios de piano clásico en el Conservatorio de Barcelona, al mismo tiempo que se inicia de forma autodidacta en el jazz. El 1980 empezó a actuar en clubes de su ciudad y paralelamente asiste a la Universidad Politécnica de Cataluña, donde más tarde se licencia en Informática, siendo la primera persona ciega del Estado español en obtener esta titulación.
Durante unos años combina su tiempo entre la dedicación profesional a la informática y su creciente presencia en los escenarios jazzísticos hasta que, finalmente, el año 1991 decide dedicarse plenamente a la música. Desde entonces participa en varios grupos, siempre con el sello distintivo del swing. Su conocimiento del lenguaje jazzístico y su sentido del ritmo y de la armonía le han convertido en un músico muy valorado como acompañante de una amplia variedad de figuras locales e internacionales. Entre ellos podemos contar con músicos de la talla de Frank Wess, Lou Donaldson, Benny Golson, Jesse Davis, Gene “Mighty Flea” Conners, John Faddis, Nicholas Payton, Terrell Stafford, Eddy Edwards, Ralph Lalama, Donald Harrison, Brad Lealy, entre otras, o los cantantes Andrea Motis, Randy Greer, Susana Sheiman, Charmin Michelle, Ann Hampton Caloway, Labelle, Michel McCain o Stacey Kent. Sus formaciones de trío han contado a la batería con Bobby Durham, Gregory Hutchinson, Jeff Hamilton, Alvin Queen, Walter Perkins, Alex Riel, Peer Wyboris, Oriol Bordas y Esteve Pi y bajistas como Pierre Boussaguet, Horacio Fumero, Daryl Hall, Javier Colina, Reginald Johnson, Caspar Lunhar, entre otros.
Son destacables dos asociaciones musicales en su carrera: con el guitarrista norteamericano David Mitchell (1990-1993), con quien lideró el Mitchell-Terraza Quartet, ganador del primer premio del Festival Internacional de Getxo de 1991; y con el vibrafonista y batería Oriol Bordas (1985-1988 y 1996-2000), con las formaciones Hot-Swing y Four Kats, con quien fundó el sello de jazz Swingfònic y la Big Band Barcelona Jazz Orquesta, formación en activo en la actualidad de la que Terraza es miembro destacado. Desde finales de los 90 actúa regularmente con el Ignasi Terraza Trio, formación que cuenta hoy con 8 CDs publicados, y con la que ha recorrido los principales festivales de jazz tanto del España como en la escena internacional, actuando en países como Francia, el Reino Unido, Estados Unidos, Bélgica, Suiza, Alemania,, Marruecos, Brasil o Colombia. Con el Trío ha llevado a cabo siete giras por Asia que le han llevado a China, Filipinas, Tailandia, Corea, Taiwán, Hong Kong y Mongolia.
El año 1999 estrenó en el barcelonés Teatreneu el espectáculo Jazz ales fosques, en el cual se propone al público la experiencia de disfrutar de un concierto de jazz en la oscuridad total. El espectáculo fue un éxito y durante tres meses actuó a diario. Desde entonces, el Trío ha repetido la experiencia en otros escenarios complementando la propuesta con colaboraciones como la del grupo de teatro Àrea Tangent en el Grec 2008.
En 2009 gana en Estados Unidos el concurso internacional Jacksonville Jazz Piano Competition ante un jurado compuesto por músicos como Marcus Roberts o Dr. John, que le avalan como uno de los músicos españoles con más proyección internacional.
Algunas de sus grabaciones han sido seleccionadas en recopilatorios especiales como Christmas Swings, de la discográfica americana Putumayo, o los recopilatorios del mejor jazz del año que comercializa la discográfica japonesa Disk Union. Este último sello ha editado también en exclusiva para el Japón en vinilo el trabajo del trío In a sentimental groove.
En 2010 fundan el Andrea Motis Quintet con Joan Chamorro, con el que durante estos diez años han actuado con gran éxito en los principales festivales de jazz, saliendo de gira  por EE. UU., Japón, China, Brasil, Sudáfrica, Israel, Marruecos y todo Europa. Cuentan ya con 9 álbumes grabados hasta el momento, los dos últimos para los sellos Impulse! y Verve.
Además, en estos diez años, Terraza ha colaborado ampliamente como invitado en grabaciones de la Sant Andreu Jazz Band dirigida por Chamorro y en los diferentes proyectos discográficos producidos por él bajo el título Joan Chamorro presenta y Jazzing.
Desde inicios de los 2000 y durante las fiestas navideñas, el cantante norteamericano Randy Greer y Terraza vienen dando con gran éxito conciertos centrados en repertorio navideño con el lenguaje del jazz, que han cristalizado hasta la fecha en tres trabajos discográficos: “Christmas swings in Barcelona” (Kindustria 2003), “El 25 de Desembre Swing, Swing , Swing” (Swit Records 2013) y “Around the Christmas tree” (Swit Records 2020).
En 2014 el Ignasi Terraza trio presentó el proyecto “Imaginant Miró”, en el que su música compuesta para la ocasión, se combina con la pintura de Joan Miró tal como la ve Terraza, proponiéndonos todo un ejercicio de imaginación en un espectáculo muy completo que incluye video y danza contemporánea.
En los últimos años Terraza ha liderado diferentes proyectos de colaboración con su trio + 1 o directamente en dúo entre las que podemos destacar: “Tete a tete” con el pianista holandés Bert Van Den Brink, “Únicos” con el guitarrista flamenco Josemi Carmona, “Looking back and mooving forward”, con el saxofonista italiano Luigi Grasso, “The Real Blue live in Barcelona” con la  saxofonista coreana Pureum Jin, el armonicista Antonio Serrano, el saxofonista Scott Hamilton o el guitarrista sueco Ulf Wakenius. Algunos de ellos cristalizados en grabaciones del sello Swit Records.
Desde el 2003, Ignasi Terraza combina su actividad concertística con la labor docente, enseñando piano jazz en la Escuela Superior de Música de Cataluña.
En 2005 funda junto con Miriam Guardiola su propio sello Swit Records, íntegramente dedicado al jazz, que combina la labor como sello discográfico con la de promoción y management musicales. En la actualidad el sello cuenta ya con más de treinta referencias y una notable presencia internacional.
Terraza también ha compuesto música para teatro y televisión. Algunos ejemplos son: el programa Una mà de contes, la película Ull per ull, los cuentos sonoros de COM radio, y el musical El vestit de l’Emperador, que se representó en las temporadas 2008 y 2009 en el Teatro Nacional de Cataluña y por el que fue nominado a los Premios Max de teatro y Premios Butaca como mejor compositor. Por otra parte, en 2010 la película From Paris with Love de John Travolta incluyó en la banda sonora un tema del disco con Toni Solá, «Night Sounds».

## Premios
- 2024: Doctor honoris causa por la Universidad Politécnica de Cataluña.[3]
- 2017: Premio Enderrock a las industrias culturales por la labor del sello Swit Records.
- 2017: Académico de honor por la Academia del vino de Vilafranca, por su vinculación a los festivales de jazz de la zona.
- 2016: Premio del Festival Internacional de Jazz de San Javier 2016, en reconocimiento a toda una carrera y a la aportación que como artistas ha realizado a la historia del jazz.[4]
- 2016: Premio del Festival Jazzing de Sant Andreu 2016.
- 2011: Premio al mejor disco de jazz por la revista JAÇ/ Enderrock “Live at The Living Room-Bangkok
- 2009: 1r premio del Concurso Internacional Jacksonville Jazz Piano Competition en EE. UU..[5]
- 2007: Premio al mejor disco de Jazz del 2007 la revista Jaç por el trabajo The Black Key.
- 2006: Premio al mejor disco de Jazz del 2006 de la revista Jaç por el trabajo In a sentimental Groove.
- 2006: Premi Altaveu por el disco In a Sentimental Groove, por aportar al jazz una identidad propia, fresca y mediterránea.
- 2005: Premio a la mejor actuación del Festival de Soto del Real (Madrid)
- 1998: Premio a su carrera artística por la Universidad Complutense de Madrid.
- 1996: Premio al Mejor disco de jazz del año de Radio4, por Miaow!
- 1991: 1r Premio del Festival Internacional de Getxo al Mejor Grupo con el Mitchell-Terraza Quartet.[6]

## Discografía
- En total ha publicado más de cincuenta discos en diferentes formaciones.

### Como líder
- 2020: Ignasi Terraza & Randy Greer: Around the Christmas Tree (Swit Records)
- 2019: Ignasi Terraza Trio & Pureum Jin: The Real Blue Live In Barcelona (Swit Records)
- 2019: Ignasi Terraza Trio: High Up On The Terraza (Swit Records)
- 2018: Ignasi Terraza trio & Luigi Grasso: Looking back and moving forward (Swit Records)
- 2016: Ignasi Terraza – Bert van den Brink: Tête à Tête (Swit Records)
- 2014: Ignasi Terraza trio: Imaginant Miró (Swit Records)
- 2012: Cor Vivaldi & Ignasi Terraza trio: El 25 de Desembre Swing, Swing, Swing (Swit Records)
- 2012: Ignasi Terraza trio: jazz a l’estudi (TheOrchard)
- 2011: Susana Sheiman & Ignasi Terraza Trío: Swing appeal (Swit Records)
- 2010: Ignasi Terraza Trio: Live at The Living Room, Bangkok (Swit Records)
- 2010: Ignasi Terraza: Sol-IT (Swit Records)
- 2009: Josep Maria Farràs & Ignasi Terraza Trío: Plaça Vella (Swit Records)
- 2007: Ramon Fossati, Toni Solà & Ignasi Terraza Trío: The Black Key (Swing Aley)
- 2005: Ignasi Terraza Trío: In a sentimental groove ( Swit Records - Kyoto Records)
- 2004: Ignasi Terraza Trio: It´s coming (TCB Montreux Jazz Label)
- 2004: Oriol Romaní & Ignasi Terraza: Confessin’ (Discmedi)
- 2003: Randy Greer & Ignasi Terraza Trío, Christmas Swings in Barcelona (K Industria)
- 2000: Toni Solà & Ignasi Terraza Trío: Night Sounds (Swingfònic / Swit Records)
- 1999: Ignasi Terraza Trio: Jazz a les fosques (Swingfònic / Swit Records)
- 1999: Ignasi Terraza Trio: Let me tell you something (Swingfònic/Swit Records)
- 1995: Oriol Bordas Ignasi Terraza Quartet Four Kats: Mieaow! (K Industria / Swit Records);
- 1992: Mitchell-Terraza Quartett + Ralph Lalama + Jim Leff: Shell Blues (Fresh Sound New Talent)
- 1991: Mitchell-Terraza Quartet: Festival Getxo (Hilargi Records)

### Como acompañante
- 2020: Andrea Motis Quintet i La Banda Memorial Ricard Cuadra: La Patum (DVD Jazztojazz)
- 2019: Joan Chamorro presenta Carla Motis (Jazztojazz)
- 2019: Joan Chamorro presenta Alba Armengou (Jazztojazz)
- 2019: Andrea Motis: Do Outro Lado Do Azul (Verve)
- 2017: Joan Chamorro presenta Joan Codina (Jazztojazz)
- 2017: Joan Chamorro presenta Èlia Bastida (Jazztojazz)
- 2016: Andrea Motis: Emotinal dance (Impulse)
- 2016: Joan Chamorro presenta La Màgia de la Veu & Jazz Ensamble (Jazztojazz)
- 2016: Joan Chamorro Nonet & More Play Alfons Carrascosa's Arrangements - con Dick Oatts, Luigi Grasso y Joel Frahm (Jazztojazz)
- 2016: Joan Chamorro & Rita Payés: Lua Amarela (jazztojazz)
- 2016: Barcelona Jazz Orquestra: Nits de swing a la sala Apolo (Temps Record)
- 2016: Joan Chamorro presenta Joan Mar Sauqué (Jazztojazz)
- 2015: Andrea Motis & Joan Chamorro: Live at Palau de la Musica amb l'Orquestra Simfònica del Vallès (Jazztojazz)
- 2014: Joan Chamorro presenta La Màgia de la Veu (Jazztojazz)
- 2014: Joan Chamorro presenta Rita Payés (Jazztojazz)
- 2014: Barcelona Jazz Orquestra & Dani Alonso featuring Jon Faddis, Jesse Davis & Grant Stewart: Dizzy’s business (Temps Record)
- 2014: Andrea Motis - Joan Chamorro quartet: Live at Casa Fuster (Jazztojazz)
- 2014: Joan Chamorro presenta Magalí Dadcira (Temps Record)
- 2014: Motis Chamorro Big Band: Live (Jazztojazz)
- 2013: Andrea Motis & Joan Chamorro Quintet featuring Scott Hamilton: Live at Jamboree Barcelona (Swit records)
- 2013: Joan Chamorro presenta Eva Fernández (Temps Record)
- 2012: Andrea Motis & Joan Chamorro Grup: Feeling good (Temps Record)
- 2012: Dani Alonso Presents: Think Pink (Temsp Record).
- 2011: Phil Woods & Barcelona Jazz Orquesta: Our man Benny (Temps Record)
- 2010: The Impossible Dream Quartet Live (Sergeant Mayor)
- 2010: Joan Chamorro, Terraza & Friends: Joan Chamorro Presenta Andrea Motis (Temps Record)
- 2010: Barcelona Jazz Orquesta & Nicholas Payton: Once upon a time (Temps Record)
- 2008: Nicola Sabato Quartet: Line with a groove (Djazz Records)
- 1999: Barcelona Jazz Orquesta & Jesse Davis: September in the rain (Swingfònic / Swit Records)
- 1994: Randy Greer, The Robin Nolan Swing Quartet and The Barcelona Jazz All-Stars: The Romance of Jazz (Swingfonic Productions)
- 1992: Barcelona Hot Seven: Barcelona Hot Seven & Carme Cuesta (Taller de Músics)
- 1991: Barcelona Hot Seven: A la muntanya màgica (Taller de Músics)
- 1987: Arnau Boix Presenta Una Jam Session a la Cova del Drac - Vol. 1 (Horus)

### Colaboraciones en algunos temas
- 2024: Cenatures de la nit: Cabòries d'un Abat
- 2019: Loly Ayuma: Noche Llena (Infinity Records)
- 2019: San Andreu jazz band: jazzing 10 (Temps record)
- 2018: San Andreu jazz band: jazzing 9 (Temps record)
- 2016: Varios artistas: Cifu entre amigos (Infinity)
- 2016: San Andreu jazz band: jazzing 7 (Temps record)
- 2015: San Andreu jazz band: jazzing 6 (Temps record)
- 2014: Disc de la Marató de TV3: con Andrea Motis
- 2014: Gumbo jazz band: 15 aniversari (autoeditat)
- 2014: San Andreu jazz band: jazzing 5 (Temps record)
- 2013: San Andreu jazz band: jazzing 4 (Temps record)
- 2012: Disc de la Marató de TV3: con Andrea Motis
- 2012: Locomotora Negra: aniversari
- 2012: San Andreu jazz band: jazzing 3 (Temps record)
- 2011: San Andreu jazz band: jazzing 2 (Temps record)
- 2010: San Andreu jazz band: jazzing 1 (Temps record)
- 2006: Lua Català: Dansa quàntica (Picap)
- 2005: Big Mama: En el nom de tots (Discmedi)
- 2004: Dani Alonso: Streets of New Orleans (Temps Record)[6]

- Ignasi Terraza en Discogs